# Kreis Steinau

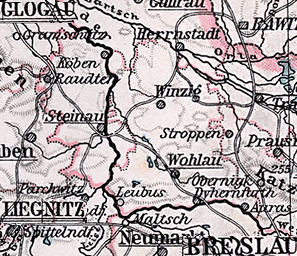
Der Kreis Steinau, 1905

Der Kreis Steinau war ein preußischer Landkreis in Schlesien, der von 1742 bis 1932 bestand. Namensgeberin und Kreisstadt war die Stadt Steinau an der Oder. Das ehemalige Kreisgebiet gehört seit 1945 zum größten Teil zum Powiat Lubiński in der Woiwodschaft Niederschlesien in Polen.

## Geographie
Das Kreisgebiet lag in Niederschlesien an der Oder, rund 55 km nordwestlich von Breslau, 30 km nordöstlich von Liegnitz und 35 km südöstlich von Glogau. Der überwiegende Teil des Kreisgebiets lag auf dem linken (westlichen) Oderufer. Die Grenze nach Polen bei Rawitsch lag rund 25 km nordöstlich von Köben. Zum Kreis gehörten die drei Städte Köben an der Oder, Raudten und Steinau an der Oder. Das Kreisgebiet grenzte im Nordosten an den Kreis Guhrau, im Osten an den Kreis Wohlau, im Süden an den Landkreis Liegnitz, im Südwesten an den Kreis Lüben und im Nordwesten an den Landkreis Glogau.

## Verwaltungsgeschichte

### Königreich Preußen
Nach der Eroberung des größten Teils von Schlesien durch Preußen im Jahre 1741 wurden durch die königliche Kabinettsorder vom 25. November 1741 in Niederschlesien die preußischen Verwaltungsstrukturen eingeführt. Dazu gehörte die Einrichtung zweier Kriegs- und Domänenkammern in Breslau und Glogau sowie deren Gliederung in Kreise und die Einsetzung von Landräten zum 1. Januar 1742.
Im Fürstentum Wohlau, einem der schlesischen Teilfürstentümer, wurden aus den alten schlesischen Weichbildern Raudten, Steinau und Wohlau die preußischen Kreise Steinau-Raudten und Wohlau gebildet. Als erster Landrat des Kreises Steinau-Raudten wurde Christoph Gotthard von Kreckwitz eingesetzt. Der Kreis Steinau-Raudten unterstand der Kriegs- und Domänenkammer Breslau. Auf den Namensteil „Raudten“ wurde zum Ende des 18. Jahrhunderts verzichtet. Der Kreis Steinau wurde im Zuge der Stein-Hardenbergischen Reformen 1815 dem Regierungsbezirk Breslau der Provinz Schlesien zugeordnet.
Bei der Kreisreform vom 1. Januar 1818 im Regierungsbezirk Breslau erhielt der Kreis Steinau das Dorf Beitkau aus dem Kreis Glogau sowie die Stadt Köben und die Dörfer Brödelwitz, Guhren, Köben Dorf, Läskau, Mühlgast, Nährschütz, Radschütz und Ristitz aus dem Kreis Guhrau. Aus dem Kreis Steinau wechselten die Dörfer Herrndorf, Merschwitz und Polack in den Kreis Lüben.

### Freistaat Preußen/Deutsches Reich
Zum 8. November 1919 wurde die Provinz Schlesien aufgelöst und aus den Regierungsbezirken Breslau und Liegnitz die neue Provinz Niederschlesien gebildet. Zum 30. September 1928 wurden im Kreis Steinau entsprechend der Entwicklung im übrigen Freistaat Preußen alle Gutsbezirke aufgelöst und benachbarten Landgemeinden zugeteilt.
Zum 1. Oktober 1932 wurde der Kreis Steinau aufgelöst:
- Die Landgemeinde Rostersdorf kam zum Kreis Glogau.
- Die Stadt Raudten sowie die Landgemeinden Alt Raudten, Brodelwitz, Gaffron, Queissen, Mlitsch, Ober Dammer, Töschwitz und Zedlitz kamen zum Kreis Lüben.
- Der größte Teil des Kreises mit allen übrigen Gemeinden kam zum Kreis Wohlau.[9][10]

## Einwohnerentwicklung
| Jahr | Einwohner | Quelle |
| ---- | --------- | ------ |
| 1795 | 16.259    | [ 11 ] |
| 1819 | 18.315    | [ 12 ] |
| 1846 | 24.219    | [ 13 ] |
| 1871 | 24.200    | [ 14 ] |
| 1885 | 24.924    | [ 15 ] |
| 1900 | 23.398    | [ 16 ] |
| 1910 | 23.893    | [ 16 ] |
| 1925 | 25.425    | [ 17 ] |

## Landräte
Landrat des Kreises Steinau waren:
- 1742–174800Christoph Gotthard von Kreckwitz
- 1751–175900Hanns Caspar von Stosch
- 1764–179400George Sigismund von Unruh[18]
- 1794–180000Johann Rudolph von Skrbensky
- 1800–180600Wolfgang Gustav von Wechmar
- 1811–181800Carl von Hugo
- 1821–000000von Meyer
- 0000–185100Karl von Wechmar
- 1851–185600Oskar von Heydebrand und der Lasa (1815–1888)
- 1858–187700August von Liebermann
- 1878–188900von Loeper
- 1891–189400Georg Strutz (1861–1929)
- 1895–192000Otto von Schuckmann (1859–1926)
- 1920–192300Emil von Wedel
- 1924–193200Hans Bertuch (* 1880)

## Gemeinden
Der Kreis Steinau umfasste zuletzt drei Städte und 51 Landgemeinden:
| - Alt Raudten - Bartsch-Kulm - Bielwiese - Borschen - Brodelwitz - Brödelwitz - Dammitsch - Deichslau - Dieban - Gaffron - Großendorf - Guhren - Gurkau - Hochbauschwitz - Ibsdorf - Jürtsch - Kammelwitz - Klieschau | - Köben an der Oder, Stadt - Kreischau - Kulmikau - Kunzendorf - Lampersdorf - Lehsewitz - Mittel Nieder Dammer - Mlitsch - Mühlgast - Nährschütz - Neudorf b. Steinau - Nistitz - Ober Dammer - Ölschen - Porschwitz - Preichau - Pronzendorf - Queißen | - Rädlitz - Radschütz - Ransen - Raudten, Stadt - Rostersdorf - Steinau an der Oder, Stadt - Steudelwitz - Tarxdorf - Thauer - Thielau - Thiemendorf - Töschwitz - Urschkau - Waldheim - Wandritsch - Weißig - Zechelwitz - Zedlitz |

Eingemeindungen bis 1908
- Bartsch, vor 1908 zu Bartsch-Kulm
- Beitkau, vor 1908 zu Gaffron
- Gäblitz, vor 1908 zu Klieschau-Gäblitz
- Geißendorf, am 13. April 1909 zu Steinau
- Georgendorf I, am 8. September 1902 zu Steinau
- Georgendorf II, am 8. September 1902 zu Steinau
- Groß Gaffron, vor 1908 zu Gaffron
- Klein Gaffron, vor 1908 zu Gaffron
- Klieschau, vor 1908 zu Klieschau-Gäblitz
- Köben, Landgemeinde, 1907 zur Stadt Köben
- Kulm, vor 1908 zu Bartsch-Kulm
- Mittel Dammer, vor 1908 zu Mittel Nieder Dammer
- Nieder Dammer, vor 1908 zu Mittel Nieder Dammer